# Antonow An-32

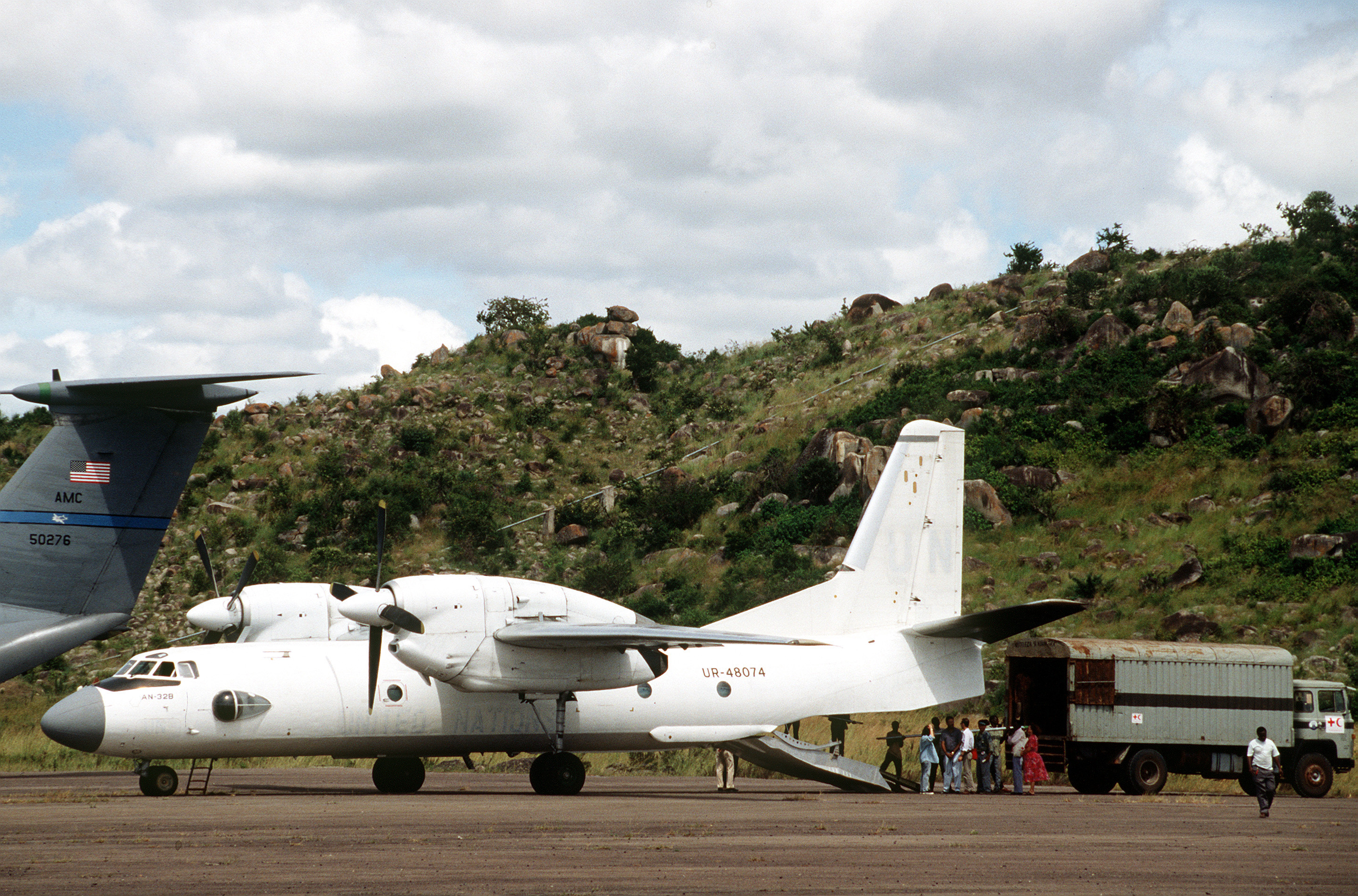
Antonow An-32B im Einsatz für das Rote Kreuz

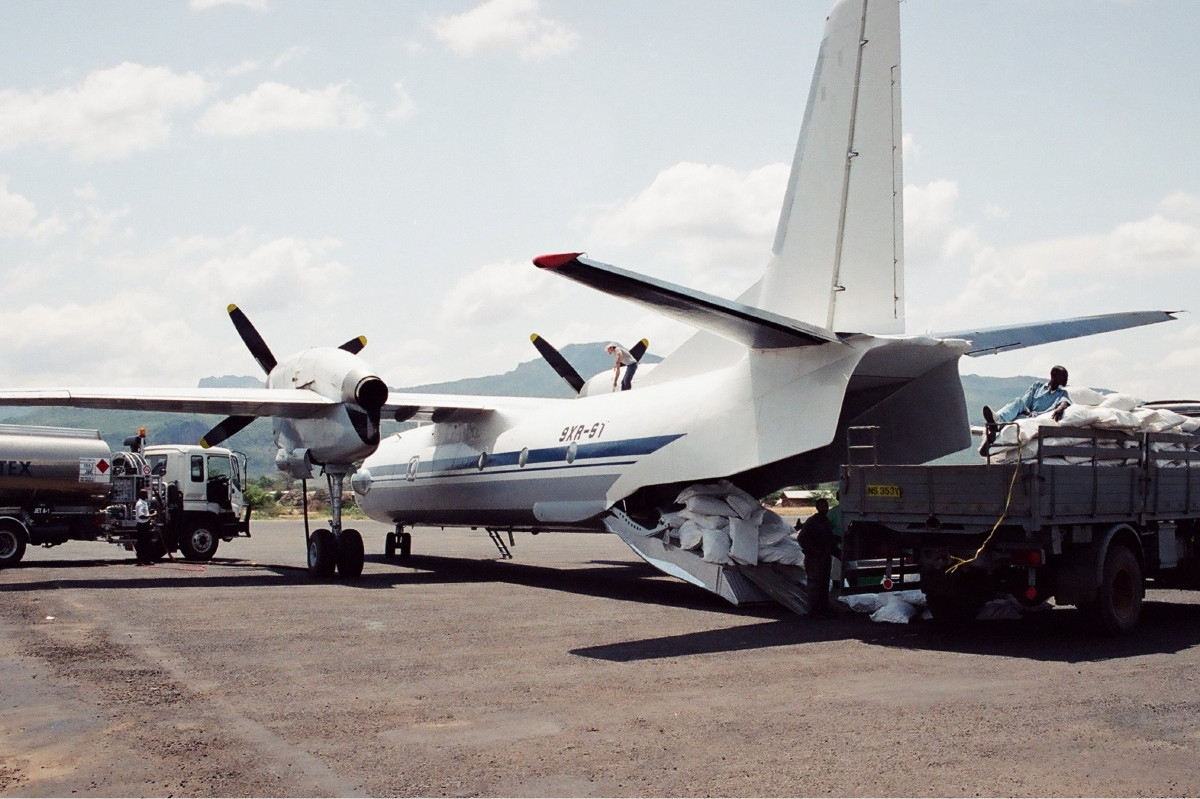
An-32 auf dem Airport Lokichoggio

Die Antonow An-32 (NATO-Codename: Cline) ist ein in der Sowjetunion entwickeltes und in der heutigen Ukraine gebautes Frachtflugzeug. Die Maschine ist als Schulterdecker ausgelegt. Der Grundentwurf stammt von der Antonow An-26. Wie diese verfügt sie über zwei Turboprop-Triebwerke und ein einziehbares Fahrwerk.
Unterscheidungsmerkmale sind die wesentlich vergrößerten und höher an den Tragflächen montierten Motorgondeln sowie die größeren Vierblattpropeller. Unter dem Rumpfheck befindet sich eine vergrößerte Stabilisierungsfläche. Die Maschinen sind speziell für den Einsatz von hoch gelegenen oder besonders heißen Flugplätzen ausgelegt (bis 50 °C bei 4500 m Höhe). Sie verfügt über eine klimatisierte Druckkabine. Um von Bodenausrüstung unabhängig zu sein, ist die Maschine mit einem Hilfstriebwerk ausgestattet.

## Geschichte
Der Prototyp der An-32 flog erstmals am 9. Juli 1976. Die Produktion fand im Werk Nr. 473 von Kiew statt. Der Typ wird auch von verschiedenen Streitkräften zu Transportaufgaben verwendet. Es existieren verschiedene Varianten. Je nach Version können bis zu 50 Passagiere, 42 Soldaten, 38 Fallschirmspringer oder 24 Liegen für Verwundete transportiert werden. Die Standardversion ist die An-32B.
Die An-32P ist ein Feuerlöschflugzeug, das bis zu 8000 Liter Löschmittel transportieren und auch 30 Feuerwehrleute per Fallschirm absetzen kann (s. Feuerspringer). Am Rumpf angebrachte MP-26 ermöglichen es, Wolken mit Chemikalien zu „impfen“, um sie zum Abregnen zu bringen. An-32P wurden auch in Spanien und Portugal eingesetzt.
In der Frachtausführung können Güter bis zu elf Metern Länge und einer Gesamtmasse zwischen 6800 kg und 7500 kg – je nach Ausführung – transportiert werden. Die Maschine verfügt dabei über eine Heckrampe und eigene Anschlagmittel, die bis zu drei Tonnen heben können. Im Ladeboden können Kugelrollen montiert werden, die ein leichtes Verschieben der Ladung ermöglichen.
Die An-32B-100 ist eine Variante mit höherer Zuladung und Startmasse. Modifizierte Triebwerke (AI-20D5M) mit längeren Wartungsintervallen verbessern die Wirtschaftlichkeit.
Die An-32B-200 basiert auf der An-32W-100, zeigt aber tiefgreifende Verbesserungen. Das Cockpit erlaubt den Betrieb mit nur zwei Piloten. Bei Bedarf können äußere Zusatztanks von 3000 l Fassungsvermögen installiert werden, die eine Reichweite bis zu 3200 km ermöglichen. Die Gesamteinsatzzeit wurde auf 25 Jahre verlängert. Die Wartungsintervalle wurden entsprechend dem Nutzungsprofil variabel gestaltet.
Viele Maschinen sind in Schwellenländern wie Sri Lanka, Kolumbien, Peru, Mexiko, Afghanistan sowie einer Anzahl afrikanischer Länder im Einsatz.

## Bewaffnung
Bei Bedarf können seitlich im unteren Rumpfsegment vier Außenlaststationen und zwei unter den Tragflächen befestigt werden, womit aus dem Transporter ein Hilfsbomber oder bewaffnetes Patrouillenflugzeug wird.
Bewaffnung bis zu 2500 kg an sechs Außenlaststationen
Ungelenkte Luft-Boden-Raketen
- 2 × UB-32A-57-Raketen-Rohrstartbehälter für 32 ungelenkte Luft-Boden-Raketen S-5 im Kaliber 57 mm

Ungelenkte Freifallbomben
- 6 × FAB-250 (250-kg-Freifallbombe)

## Selbstverteidigungssysteme
- 1 × Adros KUW 26-50Е (Täuschkörperwerfer mit 40 × 50-mm-Täuschkörperpatronen)

## Varianten
- An-32 „Sutlej“: militärische Transportvariante für die indische Luftwaffe
- An-32: militärische Basistransportvariante
- An-32A: Transportvariante für die afghanische Luftwaffe
- An-32B: verbesserte Transportvariante mit amerikanischem Honeywell-Primus-500-Wetterradar und Höhenradar.
- An-32B-100: verbesserte Transportvariante mit erhöhter Nutzlast (bis 7500 kg).
- An-32B-110: Dank neuer russischer Avionik kann das Flugzeug von einer zweiköpfigen Besatzung geflogen werden.
- An-32B-120: Variante mit westlicher Avionik
- An-32B-200: modernisierte Transportvariante, die NATO-Standard aufweisen soll. Das Cockpit wurde mit Avionik von Rockwell Collins und Litton nach STANAG- und MIL-STD-1553В-Standards ausgerüstet.
- An-32B-300: Variante mit Allison AE2100D-Turboprop-Triebwerk ausgerüstet.

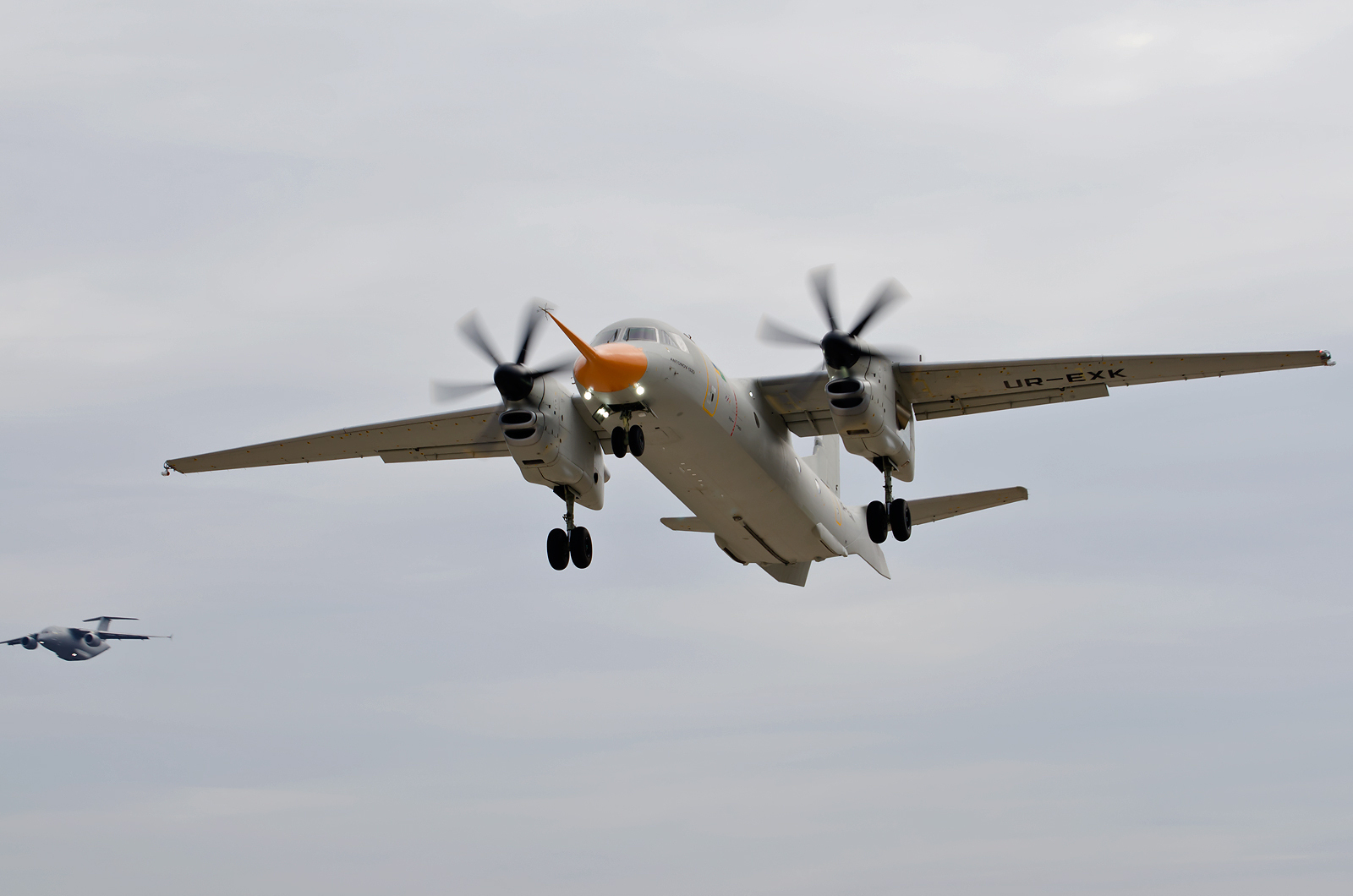
Erstflug der An-132D

- An-32MP: Küstenüberwachungsvariante mit FLIR, Honeywell-Primus-500-Wetterradar, Rundsichtradar im Rumpf, Suchscheinwerfer an der Tragflächenspitze, zwei Beobachterstationen im Heck, vier zusätzlichen 260-Gallonen-Treibstofftanks im Rumpf, automatischer Richtungsfinder ARK-UD, abwerfbaren Rettungsbooten, Radarbedienerstation, Toilette und Waschraum sowie Außenlastträgern am Rumpf und unter den Tragflächen.
- An-32P: Feuerlöschvariante mit 8000 kg Löschmittel in zwei internen Tanks. Eine Zurückrüstung zum Transporter ist innerhalb kurzer Zeit möglich.
- An-32W: vorgesehene Bezeichnung der militärischen Transportvariante in den 1990er-Jahren, nie verwendet, da noch genug Flugzeuge auf Halde gebaut.
- An-132D: Eine Version, die gemeinsam mit Saudi-Arabien entwickelt werden sollte. Der Erstflug des einzigen Prototyps fand am 31. März 2017 statt. Serienflugzeuge sollten ebenso wie der Prototyp Pratt&Whitney-Canada-PW150-Turbinen und westliche Avionik ohne russische Teile erhalten.[3][4][5][6] 2019 wurde die Entwicklung eingestellt.[7][8]

## Zwischenfälle
Vom Erstflug 1976 bis Februar 2019 kam es mit An-32 zu 79 Totalschäden. Bei 39 davon kamen 622 Menschen ums Leben. Beispiele:
- Die erste An-32 verunglückte vor 1990 auf einem Testflug, genaues Datum und Ort sind jedoch unbekannt.[10]

- Am 22. November 1995 wurde eine Antonow An-32B der Luftstreitkräfte Sri Lankas (Luftfahrzeugkennzeichen CR862) im Landeanflug nahe dem Flughafen Jaffna, Sri Lanka während eines nächtlichen Anfluges ins Meer geflogen. Es handelte sich um einen Controlled flight into water. Der Flugkapitän hatte kurz vor dem Aufprall die Flugsicherung gebeten, die Landebahnbefeuerung einzuschalten. Bei dem Unfall starben alle 62 Insassen der Maschine.[11]

- Am 8. Januar 1996 raste ein überladenes Antonow An-32B-Frachtflugzeug der russischen Moscow Airways (RA-26222) nach missglücktem Start vom kongolesischen Flughafen N’Dolo in einen Marktplatz, wo mindestens 297 Menschen starben (einige Quellen berichten von über 350 Toten). Vier der sechs Besatzungsmitglieder überlebten[12] (einige Quellen geben an, dass alle Crewmitglieder überlebten). Das Flugzeug der Moscow Airways wurde von zwei alkoholisierten russischen Piloten geflogen. Es war offiziell von der Scibe Airlift geleast worden, da die African Air (ein Scheinunternehmen des Scibe-Eigentümers) keine Lizenz zum Betrieb eines solchen Flugzeuges hatte. Scibe Airlift und Air Africa wurden zur Zahlung von 1,4 Mio. US-$ an die Opfer und ihre Hinterbliebenen verurteilt (siehe auch Flugzeugkatastrophe von Kinshasa).[13][14]

- Am 24. August 1998 verunglückte eine Antonow An-32 der kolumbianischen SADELCA (HK-4007X) auf dem Flughafen von Leticia (Kolumbien) bei einem missglückten Startabbruch. Die um eine halbe Tonne überladenen Maschine ließ sich nicht abheben; beim zu späten Startabbruch überrollte das Flugzeug das Startbahnende um 80 Meter und wurde irreparabel beschädigt. Bei den sechs Insassen des Frachtfluges kam es nicht zu Personenschäden.[15]

- Am 13. April 2008 verunglückte eine Antonow An-32 der sudanesischen Kata Air Transport (ST-AZL) am Flughafen Chișinău bei der Landung. Die Maschine kam direkt aus der Wartung, allerdings kehrten die Piloten aufgrund eines Defekts gleich nach dem Start von Chișinău wieder um. Alle acht Insassen der Frachtmaschine kamen bei dem Absturz ums Leben.[16]

- Am 16. April 2008 stürzte eine Antonow An-32 der Luftstreitkräfte Äquatorialguineas (3C-5GE) nahe dem Flughafen Annobón (Äquatorialguinea) ins Meer, nachdem sie bei starkem Wind und Regen von der Landebahn gerutscht war. Alle 13 Insassen, Besatzungsmitglieder und Passagiere, wurden getötet.[17]

## Technische Daten

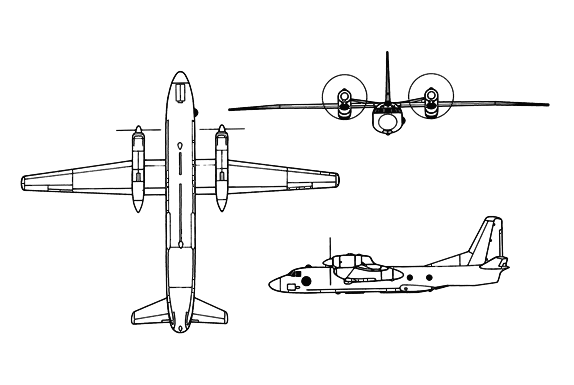
Dreiseitenriss An-32

| Kenngröße             | An-32B                                         | An-32P                                        | An-132                              |
| --------------------- | ---------------------------------------------- | --------------------------------------------- | ----------------------------------- |
| Besatzung             | 3–5                                            | 3–5                                           |                                     |
| Passagiere            | bis zu 50                                      | bis zu 50                                     | 75 Soldaten / 46 Fallschirmspringer |
| Länge                 | 24,26 m                                        | 24,26 m                                       | 24,53 m                             |
| Spannweite            | 29,20 m                                        | 29,20 m                                       | 29,20 m                             |
| Höhe                  | 8,58 m                                         | 8,58 m                                        | 8,80 m                              |
| Flügelfläche          | 74,98 m²                                       | 74,98 m²                                      |                                     |
| Flügelstreckung       | 11,4                                           | 11,4                                          | 11,4                                |
| Leermasse             | 16.800 kg                                      | 16.800 kg                                     |                                     |
| max. Startmasse       | 27.000 kg                                      | 29.700 kg                                     | 31.500 kg                           |
| Reisegeschwindigkeit  | 530 km/h                                       | 530 km/h                                      | 550 km/h                            |
| Höchstgeschwindigkeit | 640 km/h                                       | 640 km/h                                      |                                     |
| Dienstgipfelhöhe      | 9.400 m                                        | 9.400 m                                       | 8.230 m                             |
| Reichweite            | 1.050 km                                       | 1.050 km                                      | 3.500 km bei 6000 kg Nutzlast       |
| Triebwerke            | 2 × Iwtschenko AI-20DM, je 3.807 kW (5.176 PS) | 2 × Iwtschenko AI-20M, je 3.124 kW (4.247 PS) | 2 × Pratt & Whitney Canada PW150D   |